# 小森香折
小森 香折（こもり かおり、1958年 - ）は、日本の小説家、翻訳家。別名に橋本 香折。
ドイツ語の絵本の翻訳を行うほか、自らいくつもの児童小説を書いている。

## 人物・来歴
東京都生まれ。青山学院大学文学部卒業。学習院大学大学院文学研究科独文学専攻博士後期課程満期退学。
『ぼくにぴったりの仕事』で、第12回《小さな童話》大賞大賞を受賞。
ファンタジー小説『ニコルの塔』により2002年度第5回ちゅうでん児童文学賞を受賞。この作品は2003年11月にBL出版より刊行され、2004年には第22回新美南吉児童文学賞も受賞した。

## 著作
- 『きょうりゅうサイダー』（はしもとかおり名義、伊藤英一え、学習研究社） 1997.7
- 『そばにいてあげる』（橋本香折名義、原生林） 1997.7
- 『水の扉』（橋本香折名義、橋本淳子絵、ひくまの出版） 1998.6
- 『ブラック・ウィングス、集合せよ』（橋本香折名義、あべ弘士絵、解放出版社） 1999.4
- 『お月さまのたまご』（こもりかおり名義、広瀬弦絵、学習研究社） 2000.11
- 『五月の力』（橋本香折名義、長新太絵、BL出版） 2000.6
- 『声が聞こえたで始まる七つのミステリー』（アリス館） 2002.4
- 『ニコルの塔』（こみねゆら絵、BL出版） 2003.11
- 『おそなえはチョコレート』（広瀬弦絵、BL出版） 2003.9
- 『きみの家にも牛がいる』（中川洋典絵、解放出版社） 2005.10
- 『さくら、ひかる。』（BL出版） 2006.3
- 『うしろの正面』（岩崎書店） 2006.9
- 『十三月城へ エゼル記』（エクリ） 2008.8
- 『おひさまのワイン』（小林ゆき子絵、学習研究社） 2009.1
- 『パラレルワールド』（森友典子絵、文研出版） 2009.7
- 『かえだま』（朝日学生新聞社、あさがく創作児童文学シリーズ） 2012.11
- 『いつか蝶になる日まで』（偕成社） 2012.5
- 『レナとつる薔薇の館』（こよ絵、ポプラ社） 2013.3
- 『時知らずの庭』（植田真絵、BL出版） 2017.5
- 『あやしい妖怪はかせ』（西村繁男絵、アリス館） 2017.8
- 『ウパーラは眠る』（三村晴子絵、BL出版） 2018.11
- 『夢とき師ファナ 黄泉の国の腕輪』（うぐいす祥子絵、偕成社） 2018.4
- 『稲妻で時をこえろ!』（柴田純与絵、文研出版） 2018.8
- 『かわうそモグ』（長谷川義史絵、BL出版） 2019.5
- 『青の読み手』（平澤朋子絵、偕成社） 2021.2

### 「歴史探偵アン&リック」シリーズ
- 『里見家の宝をさがせ!』（染谷みのる絵、偕成社） 2014.11
- 『壇ノ浦に消えた剣』（染谷みのる絵、偕成社） 2016.1
- 『源氏、絵あわせ、貝あわせ』（染谷みのる絵、偕成社） 2017.9
- 『鹿鳴館の恋文』（染谷みのる絵、偕成社） 2019.11

## 翻訳
- 『色の女王』（ユッタ・バウアー、橋本香折名義訳、小学館） 1999.2
- 『おこりんぼママ』（ユッタ・バウアー、小学館） 2000
- 『あえるといいな』（ネレ・モースト作、ユッタ・ビュッカー絵、BL出版） 2001.7
- 『リナとちいさなドラゴン』（ヒルデガルト・ミュラー、BL出版） 2002.7
- 『ぼくはきみのミスター』（トーマス・ヴィンディング作、ヴォルフ・エァルブルッフ絵、BL出版） 2003.8 
  - 『なんでネコがいるの? 続ぼくはきみのミスター』（BL出版） 2007.8
- 『きらめく船のあるところ』（ネレ・モースト作、ユッタ・ビュッカー絵、BL出版） 2004.6
- 『イワシダラケはどこにある?』（ヴェラ・エッガーマン作、ソニー・マガジンズ） 2005.7
- 『びっくりたまご』（エリック・バテュ作・絵、フレーベル館） 2006.11
- 『ネズミだって考える ルチルとカブスケの、うるさいおはなしと静かなおはなし』（フレドリック・ヴァーレ文、ヴェレーナ・バルハウス絵、BL出版） 2009.11
- 『喜劇レオンスとレーナ』（ゲオルク・ビューヒナー原作、リスベート・ツヴェルガー絵、ユルク・アマン テキスト翻案、BL出版） 2017.1
- 『リスベート・ツヴェルガーの聖書物語』（ハインツ・ヤーニッシュ文、リスベート・ツヴェルガー絵、BL出版） 2017.11
- 『ヘンゼルとグレーテル グリム童話より』（吉田尚令絵、フレーベル館） 2017.11
- 『ロミオとジュリエット』（ウィリアム・シェイクスピア原作、リスベート・ツヴェルガー再話と絵、BL出版） 2018.10